# Sititelec
Il Sititelec è un affluente del fiume Bicaci nel distretto di Bihor, in Romania.

### Mappe
- Harta Muntii Apuseni, su harta-turistica.ro.